# ゼルエル
ゼルエル(Zeruel)はユダヤ教における天使の一体。別名ゼルク(Zeruch)、ゼロエル(Zeroel)。ゼルクには「神の腕」という意味があり、兵力を支配する天使である。
『聖書古代誌』に述べられているアモリ人との戦いにおいて、ケレズやケナズという軍人を助け、彼らの武器を維持したとされる。また、ナタナエル、インゲタルと共に隠されたものを監督するといわれる。
権天使長ケルヴィエル(Cerviel)と同一視される。